# Bahram I.
Bahram I. (perzijski: بهرام Bahrām), Veliki kralj Perzije (273. – 276.).
Bahram je bio sin kralja Šapura I. koji mu je povjerio u upravu provinciju Gelan. Na vlast je došao nakon smrti svoga brata Hormizda I. godine 273. Pomagao je reformu zoroastrizma koju je provodio mobad (svećenik) Katir, dok je pripadnike drugih religija (kršćane, budiste, manihejce) za razluku od svojih prethodnika progonio.
Kronologija njegova vladanja dosta je sporna u izvorima, ali ipak se smatra da je umro 276. (prema nekima 277.). Manihejski ga izvori u svakom slučaju opisuju kao odlučnoga protivnika manihejstva.